# Bataille de Naupacte
Guerre du Péloponnèse
Batailles
- Sybota
- Potidée
- Chalcis
- Patras
- Naupacte
- Mytilène
- Tanagra
- Étolie
- Olpae
- Idomene
- Pylos
- Sphactérie
- Délion
- Amphipolis
- Mantinée
- Mélos
- Expédition de Sicile
- Symi
- Érétrie
- Cynosséma
- Abydos
- Cyzique
- Notion
- Arginuses
- Aigos Potamos

La bataille de Naupacte est une bataille navale qui fut livrée en 429 av. J.-C. au large de Naupacte, pendant la guerre du Péloponnèse entre les 20 navires du stratège athénien Phormion et une flotte péloponnésienne de 77 navires.

## Enjeux
Depuis la fin des guerres médiques, grâce à la ligue de Délos, les Athéniens ont instauré une thalassocratie pérenne sur la mer Egée. Par les contributions monétaires et la mise à disposition de navires par les membres de la ligue de Délos, Athènes dispose en permanence d'une flotte de 200 trières. Ainsi, au début de la guerre de Péloponnèse en 431 av. J.-C, la stratégie athénienne développée par Périclès s’appuie sur cette domination pour contrecarrer les tentatives lacédémonienne. Chaque été, alors que les Lacédémoniens menés par le roi Archidamos II envahissent leur territoire, les Athéniens refusent l'affrontement en se réfugiant derrière les remparts de la ville.
À la fin de l'année 430, le conflit s'exporte à l'ouest vers l'Acarnanie. Un conflit régional opposant la cité d'Ambracie, colonie de Corinthe, à Zacynthe et Céphallénie, alliés d'Athènes, pour le contrôle du golfe Ambracique et donc l'entrée du golfe de Corinthe, entraîne l'intervention des Péloponnésiens dans la région. Pour Sparte et Corinthe, l'objectif est d'empêcher les Athéniens de patrouiller sans entrave autour du Péloponnèse en prenant le contrôle de cette région stratégique. Le commandant athénien Phormion, présent à Naupacte avec une flotte de 20 navires pour surveiller les mouvements des Corinthiens, dispose de la seule force militaire athénienne dans ce secteur.

## Prélude
Les Lacédémoniens demandèrent à leurs alliés de se réunir à Leucade pour soutenir les opérations terrestres des Ambraciotes. Une troupe de mille hoplites lacédémoniens sont également envoyés en renfort sous le commandement de Cnémos.
Au moment où les opérations terrestres débutèrent par le siège de la cité de Stratos, la flotte corinthienne, composée de 47 navires, longe la côté nord du Péloponnèse. Le stratège Phormion mobilise les vingt navires athéniens afin d'empêcher la flotte corinthienne de traverser le golfe et ainsi rejoindre les troupes lacédémoniennes et d'Ambracie. Les Athéniens parviennent à forcer les Péloponnésiens à accepter l'affrontement. Les stratèges corinthiens positionnèrent la flotte en cercle avec la proue en avant afin de protéger au maximum les flancs des navires. Les Athéniens immobilisèrent la flotte en tournant autour du cercle formé. Le vent se levant, comme les Athéniens espéraient, la défense péloponnésienne se fissura. Les marins peinaient à maintenir correctement la position des navires qui s'entrechoquaient. La situation permit aux Athéniens de passer à l'offensive et de remporter la victoire, s'emparant de 12 navires ennemis et contraignant les Corinthiens à battre en retraite vers Patras puis vers le port de Cyllène sur le territoire d'Élis, en attendant les renforts promis par les Lacédémoniens.

## Déroulement
Informés de la première défaite, les Lacédémoniens envoient plusieurs stratèges dont Brasidas pour reprendre le commandement de la flotte péloponnésienne. La flotte péloponnésienne se dirige vers le golfe. Phormion prépare les mêmes vingt navires athéniens pour l'affrontement, n'espérant plus de renforts d'Athènes, et prend une position défensive à Antirrhion, à l'entrée du golfe. Les Péloponnésiens mouillent donc en face, à Rhion. Thucydide relate dans la Guerre du Péloponnèse le discours d'encouragement que les stratèges lacédémoniens auraient tenu aux marins.
Afin de forcer les Athéniens à accepter le combat malgré leur infériorité numérique, Brasidas simule une offensive sur Naupacte et franchit le détroit. Phormion, constatant qu'il avait laissé la cité sans défense, choisit de repartir immédiatement pour organiser la défense en longeant la côte nord du golfe. Les Péloponnésiens effectuent alors un quart de tour vers la gauche et attaquent la flotte athénienne qui ne peut résister à leurs assauts. L'arrière de la flotte athénienne est projeté sur la côte et les navires en état sont remorqués par les assaillants. Onze navires athéniens parviennent à s'échapper et poursuivre leur route vers Naupacte. Les Péloponnésiens veulent pousser leur avantage et poursuivent les Athéniens. Le manque de coordination et l'engouement des marins face à une victoire qui semble promise, désorganise la flotte péloponnésienne. La réaction d'un équipage, relatée par Thucydide, redonne l'avantage aux Athéniens. Un stratège lacédémonien, Timocratès, meurt pendant l'affrontement. Les Athéniens restent maître du terrain et obligent la flotte péloponnésienne à se replier.

## Conséquences
Les deux belligérants considèrent qu'ils sont vainqueurs du second affrontement et dressent un trophée pour marquer leur victoire. Malgré l'incapacité des Lacédémoniens à dominer clairement une flotte athénienne inférieure en nombre, cet échec de Naupacte ne freina pas les ambitions péloponnésiennes de venir rivaliser avec les Athéniens sur mer. À l'automne 429, Brasidas mène une opération navale d'envergure contre le port du Pirée. Les Péloponnésiens parviennent à piller le port de Salamine et à capturer quelques navires. Les affrontements de l'entrée du golfe de Corinthe ont permis aux Lacédémoniens de prendre pleinement conscience que la décision finale dans ce conflit passera obligatoirement par un rééquilibrage des forces sur mer.